# Haverabarber
Rabarber (Rheum rhabarbarum) stammer fra det østlige middelhavsområde og Lilleasien og er første gang omtalt i Kina i det 28. århundrede f.Kr..

## Anvendelse
Oprindeligt blev rabarberens rod anvendt som lægemiddel i blandt andet Kina. Nu om stunder anvendes den især til madlavning. Da det er stænglen, der anvendes, og ikke frugterne, betragtes planten som en grøntsag. I praksis anvendes den dog oftest som en frugt til blandt andet saft, syltetøj og marmelade samt i desserter og kager. I disse tilfælde tilsættes et sødemiddel, traditionelt sukker, som smagsmæssigt neutraliserer indholdet af citronsyre, æblesyre og oxalsyre.

## Historik
I 1700-tallet var rabarber en ny plante i Europa og man tillagde den mange helsebringende egenskaber, hvilket skabte stor efterspørgsel efter planten. De kinesiske myndigheder forbød udførsel af de bedste planter under trussel om de strengeste straffe. Rensede og tørrede rabarberstilke blev pakket i uldsække og fragtet til grænsebyen Kiachta på kameler. I Kiachta blev stilkene solgt til russiske opkøbere i bytte mod pelse.  Derfra gik færden videre mod Vesten.

## Etymologi
I Sverige findes stadigvæk udtrykket "att lägga rabarber på något", som betyder "at lægge beslag på noget". 
På græsk havde man to ord for rabarber: Rheon fra persisk rewend, som på latin blev til rheum; og rha, det gamle navn for floden Volga, hvor rabarber blev dyrket. I middelalderlatin blev rabarber kendt som rha barbarum: Barbarum – et andet låneord fra græsk – kan oversættes som "fremmed" eller "udenlandsk". I tilknytning til det latinske ord rheum ændredes skrivemåden efterhånden til rheubarbarum. 